# Дмитровка (Коломакский район)
Дмитровка (укр. Дмитрівка), село, 
Шляховский сельский совет,
Коломакский район,
Харьковская область.
Код КОАТУУ — 6323281205. Население по переписи 2001 года составляет 135 (63/72 м/ж) человек.

## Географическое положение
Село Дмитровка находится на расстоянии в 3 км от реки Шляховая (левый берег). К селу примыкают село Логвиновка, на расстоянии в 2 км расположены сёла Сургаевка и Кисовка.
На расстоянии в 2 км проходит автомобильная дорога E 40 (М-03).

## Происхождение названия
В некоторых документах село называют Дмитревка.

## История
- 1675 — дата основания.

## Экономика
- Свинотоварная ферма.